# 桂林理工大学附属小学
桂林理工大学附属小学是一所位于中华人民共和国广西壮族自治区桂林市的公办小学，是广西壮族自治区教育厅的直属学校（全民所有制事业单位），始建于1954年，2008年改为现名。

## 校史沿革
- 1954年4月，经桂林市人民政府教育局批准，桂林市第八小学划归桂林民族师范学校，作为桂林民族师范学校的附属小学。[2]

- 1957年夏，经桂林民族师范学校批准，将紧靠六合路一带的校舍改建为附小的校舍，附小直接设在本校的校园内。附小于1957年7月间筹建，1957年9月建成并开始开学上课；原附小同时归还桂林市教育局管辖，更名为“汇通路小学”。[2]

- 在“文革”期间，桂林民族师范学校暂停招生、撤销，桂林民族师范附属小学也随之停止招生，并曾数度改名为“桂林市东方红小学”、“桂林市援越路小学”和“桂林市师范附校”(附设初中班)。[2]

- 1973年，桂林民族师范学校恢复招生，附小也随之复名为桂林民族师范学校附属小学。同年，在广西壮族自治区教育厅和桂林、南宁、百色、巴马等四所民族师范学校的支援下，筹款人民币八万元用于新建桂林民族师范学校附属小学的校舍。新校舍于1973年春在建干路中段---桂林民族师范学校西北角、桂林冶金地质学院（现桂林理工大学）南侧的新址上开工建设，此校址即为学校现址。[2]

- 1974年9月，桂林民族师范学校附属小学新校舍竣工并交付使用，学校从桂林民族师范学校校园内的原址迁到新校舍办公、上课。[2]

- 2004年11月，桂林民族师范学校附属小学随桂林民族师范学校并入桂林工学院，并改名为桂林工学院附属小学。[1]

- 2008年，桂林工学院更名为桂林理工大学，桂林工学院附属小学随之更名为桂林理工大学附属小学。[1]

## 校区简介
桂林理工大学附属小学位于桂林市七星区建干路10号，临近风景秀丽的桂林七星岩，学校占地面积9.7亩，校舍面积4636.11平方米，有2栋教学楼、1栋办公楼。